# 沙子口街道
沙子口街道，是中国山东省青岛市崂山区下辖的一个街道。

## 行政区划
下辖以下地区：
流清河社区、东麦窑社区、西麦窑社区、南窑社区、砖塔岭社区、马鞍子社区、大河东社区、小河东社区、前登瀛社区、后登瀛社区、岭西社区、西登瀛社区、栲栳岛社区、沙子口社区、东姜哥庄社区、西姜哥庄社区、南姜哥庄社区、北姜哥庄社区、石湾社区、段家埠社区、董家埠社区、戴家埠社区、于戈庄社区、南宅科社区、北崂社区、中崂社区、南崂社区、彭家庄社区、坡前沟社区、松山后社区、汉河社区、南龙口社区、北龙口社区、西九水社区、东九水社区、大石头社区、大石社区、竹窝社区和龙泉社区。